# Břímě času
Břímě času (v anglickém originále Rejoined) je v pořadí šestá epizoda čtvrté sezóny seriálu Star Trek: Stanice Deep Space Nine.

## Příběh
Na stanici Deep Space Nine míří trillský vědecký tým, aby provedl zkoušku experimentálních postupů s cílem vytvořit umělou červí díru. Kapitán Sisko souhlasí, že jim k tomuto důležitému projektu zapůjčí Defiant. Problémem ovšem je, že vedoucí týmu je doktorka Lenara Kahn. Její symbiont Kahn kdysi patřil Nilani a ta bývala manželkou Toriase Daxe, jednoho z předchozích hostitelů symbiontu Daxe. Torias zemřel při nehodě raketoplánu a Nilani ovdověla. Trillská společnost ovšem přísně zakazuje pokračování vztahu dvou bývalých partnerů, protože úkolem symbionta je shromažďování zkušeností z mnoha životů. Jedince, kteří něco takové zkusí, čeká vyhnání z trillské společnosti a smrt jich i jejich symbionta.
Při slavnostní recepci si Jadzia Dax i Lenara slíbí, že své vzpomínky nebudou míchat s prací a celou situaci zvládnou. Druhý den začnou s experimenty: poté, co vyšlou sondu, vygeneruje Defiant subprostorové pole. Sonda následně vyprodukuje magnetonové pole, přičemž střet obou polí vytvoří trhlinu v časoprostoru. Přípravy komplikují drobné nepřesnosti, jejichž oprava zabere celý den a způsobí napětí mezi oběma ženami. Jadzia proto navrhne, aby s ní šla Lenara na večeři, samozřejmě v doprovodu přátel. Nakonec se jí podaří přesvědčit pouze doktora Bashira, který se při družném rozhovoru mezi oběma Trilly evidentně nudí. Po doktorově odchodu k lékařskému případu se obě shodnou, že k nepřátelství není důvod, jenže důvěrný rozhovor začne být podezřelý Hanoru Prenovi, jednomu z členů trillského vědeckého týmu.
Problémy jsou odstraněny a Defiant je připravený k pokusu. Vše proběhne přesně podle plánu, červí díra je stabilní několik sekund až do očekávaného zničení sondy. Radost z úspěchu Lenaře překazí třetí člen trillského týmu, její bratr Bejal Otner, který ji podezřívá z nepovoleného kontaktu s Jadziou. Lenara spekulace odmítne, nicméně navštíví Jadzii a svěří se jí se svými problémy. Krátce se i políbí, ale Lenara nakonec odejde. Jadzia neví, co si počít, a tak se svěří Benjaminovi. Sisko jí cituje názor Curzona Daxe, který byl ostře proti tomuto spojení, hlavně kvůli vyhnání viníků a smrti symbiontů. Jadzia to ví, ale také miluje Lenaru a není schopna se rozhodnout. Na Defiantu se chystá finální test: přesun hmotného objektu skrz červí díru. Sonda ovšem při průchodu zhroutí červí díru a následný energetický výboj poškodí Defiant, zejména warp jádro. Ve strojovně dojde k velkému úniku plazmatu. Nadporučík Eddington se dostane ke dveřím, ale Lenara těžce zraněná leží mimo dosah záchrany. Eddington navrhne vypustit vzduch z celé sekce, aby tak uhasil požár a zabránil explozi jádra. Jadzia návrh odmítne a vytvoří nad trhlinou silové pole, po kterém dojde až k Lenaře a odtáhne ji do bezpečí.
Podle Jadzie byl příčinou nezdaru střet tetrionového pole a štítů sondy, ale naštěstí se nikomu nic nestalo a loď bude po nezbytných opravách v pořádku. Také Lenaře navrhne, ať kvůli zpracování údajů ze sondy zůstane na stanici. Jadzia je sice připravena obětovat vše pro svou lásku, jenže Lenara není a vrací se zpátky na Trill.